# 6 июля
6 июля — 187-й день года (188-й в високосные годы) по григорианскому календарю.
До конца года остаётся 178 дней.
До 15 октября 1582 года — 6 июля по юлианскому календарю, с 15 октября 1582 года — 6 июля по григорианскому календарю.
В XX и XXI веках соответствует 23 июня по юлианскому календарю.

## Праздники и памятные дни
См. также: Категория:Праздники 6 июля

### Международные
- Международный день кардиолога[2].
- Всемирный день поцелуя.

### Национальные
- Дания — Битва при Фредерисии (1849)[3];
- Казахстан — День столицы (Астана);
- Литва — День государства (коронации короля Литвы Миндаугаса) (1253);
- Малави — День независимости (1964);
- Финляндия — День Эйно Лейно (День Лета и Поэзии) (1878);
- Чехия — День памяти Яна Гуса (1415);
- Испания — начало фестиваля Сан-Фермин (по 14 июля).

### Религиозные

#### Православие[4][5]
- Собор Владимирских святых;
- память мученицы Агриппины Римской (253—260);
- память праведного отрока Артемия Веркольского (1545);
- второе перенесение мощей святителя Германа, архиепископа Казанского и Свияжского (1714);
- память священномученика Евстохия, пресвитера, мучеников Гаия, Провия, Лоллия, Урвана и иных (IV);
- память священномучеников Александра Миропольского, Алексия Введенского, Петра Смородинцева, пресвитеров (1918);
- память священномученика Митрофана (Краснопольского), архиепископа Астраханского (1919).
- празднования в честь икон Божией Матери:
  - Владимирской иконы Божией Матери (в память спасения Москвы от нашествия хана Ахмата в 1480 году);
  - Псково-Печерской, именуемой «Умиление» (1524),
  - Заоникиевской (1588),
  - «Вратарница», или «Неугасимая Свеча» (1894).

#### Буддизм
- День рождения Далай-ламы XIV[6].

### Именины
- Католические: Доминика, Люция, Тереза.
- Православные: Агриппина, Антон, Артемий (Артём), Герман, Фёдор, Святослав, Кузьма.

## События
См. также: Категория:События 6 июля

### До XVIII века
- 1325 — в Гранаде Мухаммад ибн Исмаил приказывает убить своего двоюродного брата, Исмаила I. Новым правителем стал малолетний Мухаммад IV.
- 1411 — Чжэн Хэ вернулся в Нанкин из путешествия на Шри-Ланку[7].
- 1415 — сожжён на костре лидер чешских протестантов Ян Гус.
- 1439 — папа римский Евгений IV и византийский император Иоанн VIII подписали Флорентийскую унию, создавшую грекокатолическую церковь.
- 1483 — коронованы Ричард III Английский и Анна Невилл.
- 1535 — по обвинению в государственной измене казнён английский гуманист, лорд-канцлер Томас Мор, позже причисленный к лику католических святых.
- 1609 — король Богемии (Чешское королевство) Рудольф II подписал Грамоту величества, гарантировавшую религиозную свободу чешским сословиям.
- 1658 — царские слуги побили посланника патриарха Никона, что стало началом разрыва царя с главой русской церкви.
- 1661 — на правом берегу Ангары напротив устья Иркута основан Иркутск.

### XVIII век
- 1785 — доллар стал национальной валютой США.
- 1789 — Французское Национальное собрание провозгласило себя Учредительным собранием и заявило о суверенности народа по отношению к власти короля.

### XIX век
- 1801 — Александр I создал «Негласный комитет» из своих друзей (графа П. А. Строганова, графа В. П. Кочубея, графа Н. Н. Новосильцева и князя Адама Чарторыйского)[8].
- 1803 — учреждена Санкт-Петербургская пожарная команда.
- 1809 — по приказу Наполеона папа римский Пий VII похищен из Ватикана и вывезен во Францию.
- 1819 — над Парижем в корзине воздушного шара вспыхнул огонь и перекинулся на оболочку. Горящий шар упал на крышу дома, воздухоплавательница г-жа Бланшар разбилась.
- 1854 — в Джексоне (штат Мичиган) прошёл первый официальный съезд Республиканской партии США.
- 1863 — основан крупнейший банк Франции «Crédit Lyonnais».
- 1880 — принято постановление о праздновании Дня взятия Бастилии.
- 1885 — впервые в мире человеку введена вакцина против бешенства. Французский учёный Луи Пастер успешно испытал её на 9-летнем мальчике Жозефе Мейстере, которого укусила бешеная собака.
- 1899 — основан порт Александровск на Мурмане (с 1933 года — посёлок Полярное, с 1939 года город Полярный).

### XX век
- 1905 — впервые службы правопорядка Америки и Европы обменялись отпечатками пальцев подозреваемого в преступлениях человека. Полицейские Лондона и Сент-Луиса передали друг другу отпечатки пальцев Джона Уокера.
- 1907 — из Дублинского замка выкрадены драгоценности Ордена святого Патрика, покровителя Ирландии.
- 1912:
  - в России впервые введено страхование от несчастных случаев и болезни;
  - в Стокгольме официально открылись V Летние Олимпийские игры, фактически шедшие с апреля.
- 1918 — в Москве подняли вооружённое восстание левые эсеры.
- 1919 — завершился первый в истории трансатлантический перелёт дирижабля — из Великобритании в США.
- 1923 — официально вступило в силу решение о создании СССР. Созданы Совет Народных Комиссаров СССР (Правительство) и наркоматы (министерства).
- 1926 — в СССР открыта первая электрифицированная линия железной дороги (Баку-Сабунчи).
- 1928:
  - в Москве завершился один из первых политических процессов («Шахтинское дело») по обвинению горных инженеров Донбасса в саботаже;
  - в Нью-Йорке состоялся первый в мире полностью озвученный киносеанс.
- 1929 — морские испытания летающей лодки Ш-1 В. Б. Шаврова.
- 1933 — начат автопробег Москва — Каракумы — Москва.
- 1935 — ледокол «Садко» начал первую советскую арктическую высокоширотную экспедицию под руководством Н. Н. Зубова и Г. А. Ушакова в целях исследования глубоководных районов Арктического бассейна (6 июля — 27 сентября).
- 1936 — на параде физкультурников в Москве впервые появился лозунг «Спасибо товарищу Сталину за наше счастливое детство».
- 1939 — первый регулярный рейс по доставке авиапочты винтокрылым летательным аппаратом (США). Полёт выполнял автожир Kellett KD-1B авиакомпании «Истерн Эрлайнз».
- 1941 — Постановление ГКО СССР об ответственности за распространение слухов и паникёрство.
- 1942 — первый полёт самолёта Як-7ДИ — прототип серийного истребителя Як-9.
- 1945
  - в США начата кампания «Скрепка» по поиску и переправке в Америку немецких учёных (в первую очередь, ядерщиков);
  - в США учреждена Медаль Свободы;
  - Никарагуа стала первой в мире страной, ратифицировавшей Хартию ООН.
- 1950 — ГДР и Польша подписали в Згожельце договор, согласно которому граница между двумя государствами устанавливалась по линии Одер — Нейсе. ФРГ признала нерушимость этой границы лишь в 1970 году.
- 1952 — в Лондоне последний трамвай вышел на маршрут от Вулвиджа до Нью-Кросса. В конце пути вагон, которым управлял заместитель директора Управления лондонского транспорта, вышел из строя и был взят на буксир вызванным на помощь вагоном-«пенсионером».
- 1957 — на празднике в пригороде Ливерпуля состоялась судьбоносная встреча 16-летнего Джона Леннона и 15-летнего Пола Маккартни.
- 1960 — Великим народным хуралом принята новая социалистическая Конституция Монгольской Народной Республики.
- 1961 — заключён договор о дружбе, сотрудничестве и взаимной помощи СССР с КНДР.
- 1962 — катастрофа Ил-14 под Ташкентом.
- 1964:
  - выход фильма группы «Битлз» «Вечер трудного дня»[9];
  - провозглашена независимость Малави.
- 1965 — Марти Бэлин (Marty Balin) и Пол Кантнер (Paul Lorin Kantner) создали фолк-рок-группу Jefferson Airplane, которая через месяц дала первый концерт.
- 1968 — английский музыкант Джимми Пейдж покинул группу The Yardbirds.
- 1969 — дебютный альбом Led Zeppelin стал «золотым».
- 1973 — английская группа Queen выпустила свой первый сингл «Keep Yourself Alive».
- 1975 — провозглашена независимость Коморских Островов.
- 1980 — начал выходить на русском языке еженедельник «Московские новости».
- 1982 — катастрофа Ил-62 под Солнечногорском. Погибли все 90 человек на борту.
- 1987 — открытие XV Московского кинофестиваля.
- 1988 — в Северном море взорвалась и затонула нефтяная платформа Piper Alpha, погибли 167 человек. Это крупнейший из подобных инцидентов.
- 1997 — парламент Казахстана утвердил решение о переносе столицы из Алма-Аты в Акмолу.
- 1998 — Виктор Орбан первый раз занял пост премьер-министра Венгрии.

### XXI век
- 2003:
  - 21-летний теннисист Роджер Федерер выиграл свой первый в карьере турнир Большого шлема, победив в финале Уимблдона;
  - с помощью радиотелескопа РТ-70 под Евпаторией был передан Космический зов — кодированное послание к нескольким звёздам солнечного типа[10].
- 2009 — президент США Барак Обама прибыл с официальным визитом в Москву.
- 2011 — катастрофа Ил-76 в Парване, Афганистан.
- 2012 — наводнение в Краснодарском крае.
- 2013:
  - в канадском городе Лак-Мегантик сошёл с рельсов грузовой поезд, перевозивший 72 цистерны с нефтью, погибли 47 человек;
  - в Сан-Франциско произошла первая катастрофа Boeing 777.
- 2018 — начало вещания российского телеканала для детей СТС Kids.
- 2021 — катастрофа Ан-26 в Палане, 28 погибших.

## Родились
См. также: Категория:Родившиеся 6 июля

### До XIX века
- 1387 — Бланка I Наваррская (ум. 1441), королева Наварры (1425—1441).
- 1686 — Антуан де Жюссьё (ум. 1758), французский врач и ботаник.
- 1747 — Джон Пол Джонс (ум. 1792), легендарный шотландский моряк, капер времён Войны за независимость в США, контр-адмирал российского флота.
- 1755 — Джон Флаксман (ум. 1826), английский художник, гравёр и скульптор.
- 1766 — Александр Вильсон (ум. 1813), шотландский орнитолог, иллюстратор и поэт, отец американской орнитологии.
- 1779 — Степан Галактионов (ум. 1854), русский график, литограф, пейзажный живописец.
- 1782 — Мария Луиза Висента (ум. 1824), инфанта Испании, королева Этрурии, герцогиня княжества Лукки и Пьомбино.
- 1785 — Уильям Гукер (ум. 1865), английский ботаник, первый директор Королевских Ботанических Садов, автор множества работ по флоре Англии, Африки, Америки.
- 1796 — Николай I (ум. 1855), император Всероссийский (1825—1855).

### XIX век
- 1817 — Альберт Кёлликер (ум. 1905), швейцарский анатом, зоолог, гистолог, эмбриолог.
- 1818 — Адольф Андерсен (ум. 1879), немецкий шахматист, мастер комбинационной игры.
- 1832 — Максимилиан I (убит в 1867), австрийский эрцгерцог, брат императора Франца Иосифа I, император Мексики (с 1864).
- 1852 — Вера Фигнер (ум. 1942), российская революционерка, террористка, член Исполнительного комитета «Народной воли».
- 1859 — Карл Густав Вернер Фон Хейденстам (ум. 1940), шведский поэт и романист, нобелевский лауреат по литературе (1916).
- 1865 — Эмиль Далькроз (ум. 1950), швейцарский композитор и педагог.
- 1866 — Алексей Путилов (ум. 1940), русский промышленник, владелец Путиловских заводов.
- 1877:
  - Иван Каляев (казнён в 1905), российский революционер-эсер, участник покушения на министра Плеве (1904), на генерал-губернатора Москвы великого князя Сергея Александровича (1905);
  - Алексей Ремизов (ум. 1957), русский писатель.
- 1885:
  - Владимир Артемьев (ум. 1962), советский конструктор пороховых ракет, создатель снаряда для реактивного миномёта;
  - Александр Таиров (ум. 1950), режиссёр, основатель и руководитель Камерного театра, народный артист РСФСР.
- 1886 — Аннет Келлерман (ум. 1975), австралийская спортсменка и киноактриса, в 1915 г. впервые в истории кино обнажившаяся в фильме «Дочь богов».
- 1887 — Марк Шагал (ум. 1985), российский и французский художник еврейского происхождения, один из самых известных представителей художественного авангарда XX века.
- 1897:
  - Анатолий Мариенгоф (ум. 1962), русский поэт, драматург, прозаик и мемуарист, один из родоначальников имажинизма;
  - Иван Федько (расстрелян в 1939), советский военачальник, герой Гражданской войны, командарм 1-го ранга.
- 1898 — Ханс Эйслер (ум. 1962), немецкий композитор и дирижёр.
- 1899:
  - Иван Кашкин (ум. 1963), советский переводчик и литературовед;
  - Густав Учицки (ум. 1961), австрийский кинорежиссёр, оператор, автор нацистских фильмов.

### XX век
- 1901 — Павел Ротмистров (ум. 1982), главный маршал бронетанковых войск СССР, Герой Советского Союза.
- 1903 — Аксель Теорелль (ум. 1982), шведский биохимик, лауреат Нобелевской премии (1955).
- 1905 — Хуан О’Горман (ум. 1982), мексиканский живописец и архитектор.
- 1907 — Фрида Кало (ум. 1954), мексиканская художница.
- 1910 — Борис Константинов (ум. 1969), советский физик, академик, лауреат Ленинской и Сталинской премий.
- 1911 — Николай Сипягин (ум. 1943), советский военно-морской деятель, Герой Советского Союза.
- 1912:
  - Захар Аграненко (наст. фамилия Ерухимович; ум. 1960), советский режиссёр театра и кино, драматург;
  - Генрих Харрер (ум. 2006), австрийский путешественник, альпинист и писатель.
- 1913 — Эра Савельева (ум. 1985), кинооператор и кинорежиссёр, заслуженный деятель искусств РСФСР.
- 1919 — Борис Балтер (ум. 1974), советский писатель, переводчик, сценарист.
- 1921:
  - Бенгт Даниельссон (ум. 1997), шведский этнограф, участник экспедиции на плоту «Кон-Тики»;
  - Нэнси Рейган (ум. 2016), американская актриса, супруга 40-го президента США Рональда Рейгана.
- 1923:
  - Кэти О’Доннелл (ум. 1970), американская актриса;
  - Войцех Ярузельский (ум. 2014), польский военный и государственный деятель, генерал, глава Польши в 1981—1990 гг.
- 1925
  - Билл Хейли (ум. 1981), американский музыкант, певец, автор песен, исполнитель рок-н-ролла.
  - Гази Яшаргил (ум. 2025), турецкий и швейцарский нейрохирург и конструктор медицинской техники. Один из основателей современной микронейрохирургии.
- 1927 — Джанет Ли (ум. 2004), американская актриса, обладательница «Золотого глобуса».
- 1930 — Карлис Зариньш (ум. 2015), латвийский оперный певец (драматический тенор), педагог, народный артист СССР.
- 1931:
  - Антонелла Луальди, итальянская киноактриса;
  - Александр Флярковский (ум. 2014), композитор, народный артист РСФСР.
- 1935 — Тензин Гьяцо, 14-й далай-лама, духовный лидер буддистов, лауреат Нобелевской премии мира (1989).
- 1937:
  - Владимир Ашкенази, советский и исландский пианист и дирижёр, 7-кратный лауреат «Грэмми»;
  - Нед Битти (ум. 2021), американский актёр театра и кино.
- 1938 — Константин Баташов, советский и российский композитор, профессор Московской консерватории.
- 1940:
  - Виктор Кузькин (ум. 2008), советский хоккеист, трёхкратный олимпийский чемпион;
  - Нурсултан Назарбаев, первый президент Казахстана (1990—2019).
- 1943:
  - Юрий Маликов, музыкант, основатель и руководитель ВИА «Самоцветы», народный артист России;
  - Тамара Синявская, оперная певица (меццо-сопрано), педагог, народная артистка СССР.
- 1946:
  - Джордж Буш-младший, 43-й президент США (2001—2009), сын 41-го президента США Джорджа Буша;
  - Сильвестр Сталлоне, американский актёр, кинорежиссёр, сценарист и продюсер.
- 1948 — Натали Бай, французская киноактриса.
- 1951 — Джеффри Раш, австралийский актёр театра, кино и телевидения, обладатель «Оскара», двух «Золотых глобусов».
- 1965 — Юрий Грымов, российский режиссёр театра и кино, сценарист, продюсер.
- 1974 — Зе Роберто, бразильский футболист, серебряный призёр чемпионата мира (1998), двукратный победитель Кубка Америки
- 1975 — 50 Cent (наст. имя Кёртис Джексон), американский рэп-исполнитель, актёр, писатель, продюсер.
- 1976 — Рори Делап, ирландский и английский футболист и тренер.
- 1977 — Максим Мирный, белорусский теннисист, экс-первая ракетка мира в парном разряде, олимпийский чемпион в миксте (2012)
- 1980:
  - Пау Газоль, испанский баскетболист, двукратный чемпион НБА (2009, 2010), чемпион мира (2006), трёхкратный чемпион Европы;
  - Ева Грин, французская актриса кино, театра и телевидения, модель.
- 1981 — Роман Широков, российский футболист, обладатель кубка и суперкубка УЕФА.
- 1985 — Никлас Эдин, шведский кёрлингист, олимпийский чемпион, многократный чемпион мира и Европы.
- 1996 — Сандра Неслунд, шведская фристайлистка, олимпийская чемпионка в ски-кроссе (2022), многократная чемпионка мира.
- 2000 — Зайон Уильямсон, американский баскетболист, первый номер драфта НБА (2019).

## Скончались
См. также: Категория:Умершие 6 июля

### До XIX века
- 1189 — Генрих II Плантагенет (р. 1133), король Англии (с 1154).
- 1415 — казнён Ян Гус (р. 1369), национальный герой чешского народа.
- 1476 — Региомонтан (р. 1436), немецкий астроном, астролог и математик, приглашённый в 1475 папой Сикстом IV в Рим для реформы календаря.
- 1533 — Лудовико Ариосто (р. 1474), итальянский поэт, автор героической поэмы «Неистовый Роланд».
- 1535 — казнён Томас Мор (р. 1478), английский мыслитель, писатель, позднее — святой Католической церкви.
- 1553 — Эдуард VI (р. 1537), король Англии (с 1547).

### XIX век
- 1818 — князь Александр Куракин (р. 1752), русский дипломат, вице-канцлер, сенатор, член Государственного совета.
- 1851 — Томас Дэвенпорт (р. 1802), американский кузнец, изобретатель, сконструировавший первый роторный электродвигатель постоянного тока.
- 1854 — Георг Симон Ом (р. 1787), немецкий физик, открывший основной закон электрической цепи.
- 1893 — Ги де Мопассан (р. 1850), французский писатель.

### XX век
- 1902 — Андрей Пумпурс (р. 1841), латышский поэт, автор народного эпоса «Лачплесис».
- 1904 — Абай Кунанбаев (р. 1845), казахский поэт.
- 1916 — Одилон Редон (р. 1840), французский живописец, график, декоратор, один из родоначальников символизма.
- 1918 — убиты:
  - Вильгельм Мирбах (р. 1871), германский посол в России, жертва эсеров;
  - Семён Нахимсон (р. 1885), революционер, член ВЦИК РСФСР, первый комиссар Латышских стрелков.
- 1926 — Аким Волынский (наст. имя Хаим Лейбович Флексер; р. 1863), российский литературный критик, историк и теоретик искусства.
- 1934 — Нестор Махно (р. 1888), украинский революционер, теоретик анархизма.
- 1940 — Лев Пумпянский (р. 1891), российский и советский литературовед, музыковед, критик.
- 1943 — Максимилиан фон Шенкендорф (р. 1875), немецкий генерал, участник Первой и Второй мировых войн.
- 1953 — Хулия де Бургос (р. 1914), пуэрто-риканская поэтесса.
- 1960:
  - Эньюрин Бивен (р. 1897), британский политик-лейборист;
  - Ганс Вильсдорф (р. 1881), немецкий предприниматель, основатель компании Rolex.
- 1962:
  - Антонина Колотилова (р. 1890), певица, исполнительница русских народных песен;
  - Уильям Фолкнер (р. 1897), американский писатель, лауреат Нобелевской премии (1949).
- 1971 — Луи Армстронг (р. 1901), американский джазовый музыкант, лидер джаз-бэндов, композитор.
- 1974:
  - Владимир Корш-Саблин (р. 1900), белорусский советский кинорежиссёр, актёр, народный артист СССР;
  - Леонид Лейманис (р. 1910), латвийский и советский кинорежиссёр.
- 1975 — Отто Скорцени (р. 1908), немецкий диверсант, оберштурмбаннфюрер СС.
- 1976 — Чжу Дэ (р. 1886), китайский государственный и военный деятель, маршал КНР, создатель Красной армии Китая.
- 1980 — Котэ Даушвили (р. 1909), актёр театра и кино, народный артист Грузинской и Армянской ССР.
- 1989 — Янош Кадар (р. 1912), коммунистический лидер Венгрии (1956—1988), Герой Советского Союза.
- 1992 — Всеволод Сафонов (р. 1926), киноактёр, народный артист РСФСР.
- 1997 — Мигель Найдорф (р. 1910), аргентинский шахматист, гроссмейстер.

### XXI век
- 2001 — Виктор Якушев (р. 1937), советский хоккеист, олимпийский чемпион (1964), многократный чемпион мира и Европы.
- 2004 — Павел Лисициан (р. 1911), российский и армянский оперный певец, народный артист СССР.
- 2005:
  - Эван Хантер (р. 1926), американский писатель;
  - Клод Симон (р. 1913), французский писатель, лауреат Нобелевской премии (1985).
- 2008 — Нонна Мордюкова (р. 1925), киноактриса, народная артистка СССР.
- 2009:
  - Василий Аксёнов (р. 1932), русский писатель («Остров Крым» и др.);
  - Роберт Макнамара (р. 1916), американский политик и предприниматель, министр обороны США (1961—1968).
- 2018 — казнён Сёко Асахара (р. 1955), основатель и руководитель японской тоталитарной секты «Аум синрикё».
- 2019:
  - Кэмерон Бойс (р. 1999), американский актёр и танцор;
  - Жуан Жилберту (р. 1931), бразильский музыкант, один из основоположников музыкального стиля босса-нова.
- 2020 — Эннио Морриконе (р. 1928), итальянский композитор, аранжировщик и дирижёр.

## Приметы
Аграфена Купальница. Аграфена — лютые коренья.
- На Аграфену гречиха мала, овсу пороет[12].
- Репу сей на Аграфену — хороша репа будет.
- На Аграфену и старики закупываются.
- Мойся белее, будешь милее.